# Catedral de Lugo
A Catedral de Santa Maria ou Catedral de Lugo é uma catedral católica localizada na cidade de Lugo na Galiza.